# António da Costa (escultor)
António da Costa, (1899-1970) fue un escultor portugués.

## Datos biográficos
Discípulo de Simões de Almeida y de Bourdelle.
De su estancia en París, resultó una influencia nítida de su maestro , como puede apreciarse en las obras Las Mujeres y las Uvas (Salón de París) y  la Mujer Alada (1933), perteneciente al Monumento a la Batalla de Ourique, actualmente instalado en Vila Chã.
En el terreno de la estatuaria religiosa, realiza la estatua de Nuestra Señora de Fátima para la fachada de la Iglesia en Lisboa.
Perteneció al grupo de escultores seleccionados para trabajar en la Exposición del Mundo Portugués, en 1940. António da Costa ya había participado en la Exposición Universal de París, en 1937.
Trabajó también en América Central, falleciendo en los Estados Unidos.

## Obras
Entre las mejores y más conocidas obras de António da Costa se incluyen las siguientes:
- Las Mujeres y las Uvas (Salón de París)
- la Mujer Alada (1933) en el Monumento a la Batalla de Ourique, Vila Chã.
- Nuestra Señora de Fátima  , en la fachada de la Iglesia , Lisboa.
- El trabajo  (1927) parque de Regla, La Hababa, Cuba.

## Los escultores Antonio da Costa
Existen al menos otros dod escultores con este nombre. Antonio Augusto da Costa Mota, António da Costa Mota, tío y sobrino (éste nacido en 1877), participaron en la ornamentación escultórica del Pabellón Nacional Portugués de la Exposición Iberoamericana de Sevilla en 1929. Realizaron las figuras sedentes de Enrique el Navegante y de Camoes.